# Klaus-Peter Hertzsch

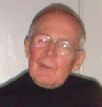
Klaus-Peter Hertzsch, 2010

Klaus-Peter Hertzsch (* 23. September 1930 in Jena; † 25. November 2015 ebenda) war ein evangelischer deutscher Praktischer Theologe, Professor, Dichter und Buchautor.

## Leben
Klaus-Peter Hertzsch wuchs als Sohn des evangelischen Theologen Erich Hertzsch in Eisenach auf und studierte Evangelische Theologie an der Universität Jena. 1957 bis 1959 war er Gemeindepfarrer und Konviktinspektor in Jena, 1959 bis 1966 Studentenpfarrer, danach Leiter der Geschäftsstelle der Evangelischen Studentengemeinden der DDR in Berlin. 1967 wurde er an der Martin-Luther-Universität Halle-Wittenberg mit der Dissertationsschrift Bertolt Brechts Ethik und Anthropologie in ihrer Bedeutung für die Hermeneutik der Rechtfertigungslehre zum Dr. theol. promoviert. Von 1968 bis zu seiner Emeritierung 1995 war er Professor für Praktische Theologie an der Universität Jena, seit 1977 auch Mitglied der Synode des Bundes der Evangelischen Kirchen in der DDR und der Thüringer Landessynode.
Seit 1960 arbeitete Hertzsch in der Christlichen Friedenskonferenz (CFK) mit und beteiligte sich an deren dritter Tagung 1960 sowie an der I. Allchristlichen Friedensversammlung (ACFV) 1961 und an der II. ACFV 1964 in Prag. Im Jahr 1986 hielt er eines der Hauptreferate auf einem von der CFK und dem Bund der Evangelischen Kirchen in der DDR in Bad Saarow veranstalteten Seminar zum Thema „Sprache des Friedens“.
Einem weiteren Kreis bekannt wurde Hertzsch durch Gedichte, besonders durch seine „biblischen Balladen“ nach fünf bekannten Geschichten aus dem Alten Testament, die vom Dessauer Landeskirchenmusikdirektor Wolfgang Elger (* 1932 in Görlitz) vertont wurden, sowie durch den Liedtext Vertraut den neuen Wegen, der 1989 für eine Hochzeit geschrieben und kurz darauf als letzter Titel in das gerade entstehende Evangelische Gesangbuch (EG) sowie 1998 in das Schweizerische Reformierte Gesangbuch (RG) aufgenommen wurde.
Hertzsch starb in der Nacht zum 25. November 2015 im Alter von 85 Jahren.

## Auszeichnungen
- 2008: Erster Preisträger der neugestifteten Martin-Luther-Medaille des Rates der Evangelischen Kirche in Deutschland (EKD)[5]
- 2011: Ehrenbürgerwürde der Stadt Jena

## Schriften (Auswahl)

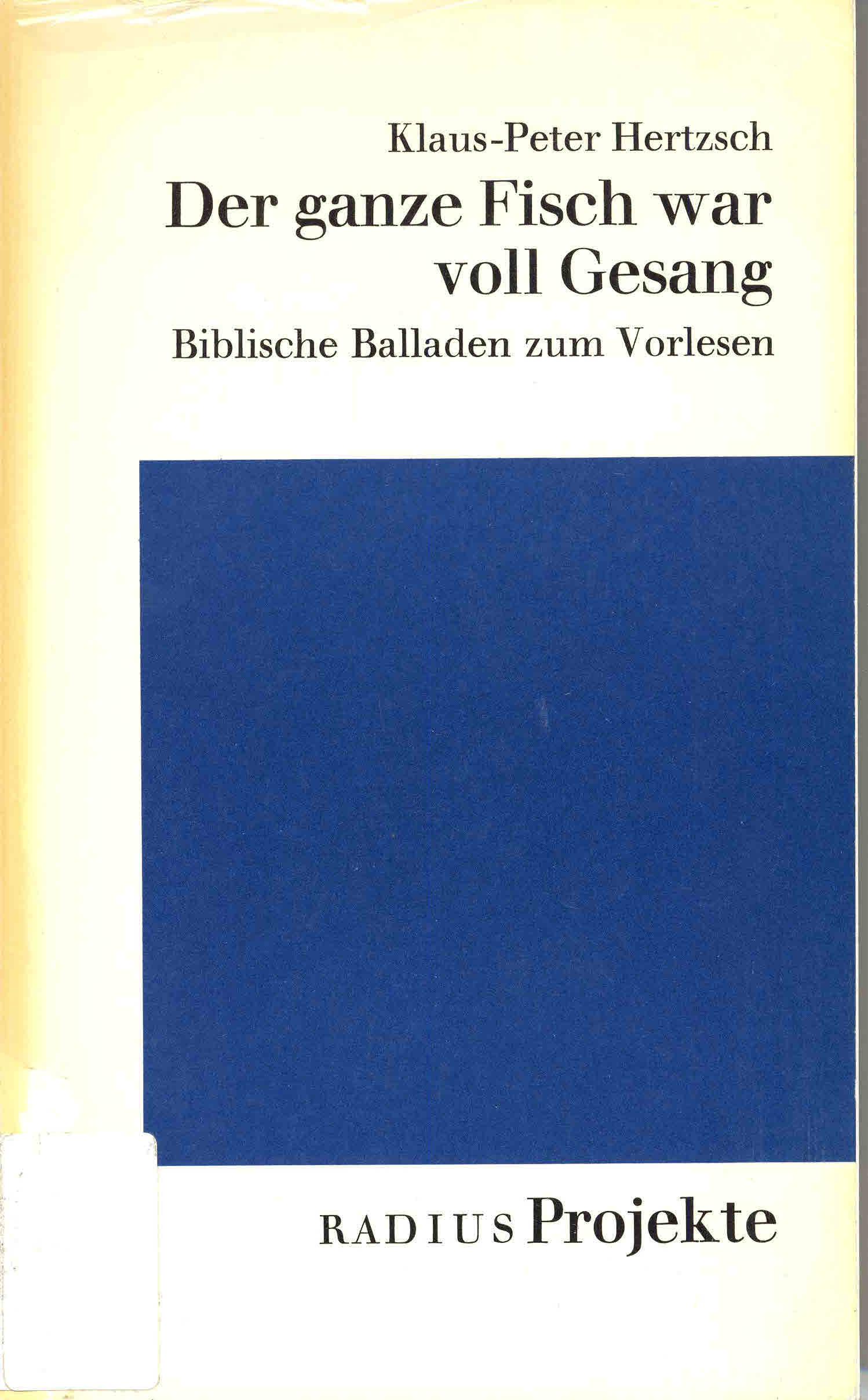
Buchtitel aus dem Jahr 1970

- Wie schön war die Stadt Ninive. Biblische Balladen zum Vorlesen. Union, Berlin 1967 = Der ganze Fisch war voll Gesang. Biblische Balladen zum Vorlesen. Radius, Stuttgart 1969.
- Sprache des Friedens. Materialien des gemeinsamen Seminars von Bund der Evangelischen Kirchen in der DDR und der Christlichen Friedenskonferenz/International. Bad Saarow 1986; dgl. II, Prag 1987.
- Nachdenken über den Fisch. Texte und Predigten. Radius, Stuttgart 1994.
- Die Predigt im Gottesdienst. In: Hans-Christoph Schmidt-Lauber, Karl-Heinrich Bieritz (Hrsg.): Handbuch der Liturgik. Liturgiewissenschaft in Theologie und Praxis der Kirche. Evangelische Verlagsanstalt, Leipzig 1995, S. 731 ff.
- Christliche Predigt über Texte aus dem Alten Testament. In: Berliner Theologische Zeitschrift. 4. Jahrgang, Heft 1, 1997.
- Alle Jahre neu. Weihnachtsmeditationen. Wartburg, Weimar 2000; 2., erweiterte Auflage 2005, ISBN 3-86160-165-6.
- Sag meinen Kindern, dass sie weiterziehn. Erinnerung. Radius, Stuttgart 2002, ISBN 3-87173-247-8.
- Wie mein Leben wieder hell werden kann. Eine Einladung zur Beichte in der evangelisch-lutherischen Kirche. Hrsg. vom Kirchenamt der VELKD. Hannover 2002.
- Laß uns vorwärts in die Weite sehn. Texte zu meiner Biographie. Radius, Stuttgart 2004, ISBN 3-87173-298-2.
- Chancen des Alters. Sieben Thesen. Radius, Stuttgart 2008, ISBN 978-3-87173-109-9.
- Die Stärken des Schwachen. Erinnerungen an eine gefährliche Zeit. Radius, Stuttgart 2012, ISBN 978-3-87173-942-2.
- Das Selbstverständliche ist das Erstaunliche. Predigten, Rede, Texte. Radius, Stuttgart 2014, ISBN 978-3-87173-977-4.
- Hoffnungsbilder. Predigtmeditationen. Radius, Stuttgart 2015, ISBN 978-3-87173-983-5.

### Als Mitarbeiter
- mit Ingeborg Becker, Karl-Heinrich Bieritz, Friedrich Winter u. a.: Handbuch der Seelsorge. Evangelische Verlagsanstalt, Berlin 1983.
- mit Karl-Heinrich Bieritz, Christian Bunners, Jürgen Ziemer u. a.: Handbuch der Predigt. Evangelische Verlagsanstalt, Berlin 1990.
- Klaus Raschzok (Hrsg.): Praktische Theologie als Selbsterkenntnis der Kirche: Erich Hertzsch 1902–1955. Evangelische Verlagsanstalt, Leipzig 2003, ISBN 3-374-02058-5.
- Reinhard Höppner (Hrsg.): Bleiben, wohin uns Gott gestellt hat. Zeitzeugen berichten über die Kirche in der DDR. Evangelische Verlagsanstalt, Leipzig 2004, ISBN 3-374-02207-3.